# Armenier i Sverige
Till armenier i Sverige räknas personer som är folkbokförda i Sverige och tillhör den armeniska folkgruppen. Vissa av dem har sitt ursprung i den forna Sovjetrepubliken Armenien som blev självständig 1991. Enligt Statistiska centralbyrån fanns det 2017 i Sverige sammanlagt cirka 3 000 personer födda i Armenien.
Armenier har en historisk närvaro i Sverige sedan 1500-talet. De har uppfört byggnader, adlats och utgjort delar av svensk politik, kultur och idrott. De första armenierna kom dock på medeltiden som enskilda personer. Det finns även flera svenska böcker från 1800-talet och framåt om armenier och det armeniska folkmordet. I Sverige finns det i dag flera olika armeniska organisationer, föreningar och scouter. Den största organisationen är Armeniska Riksförbundet i Sverige som har flera medlemsföreningar.

## Historia
Armenier är ett mycket gammalt indoeuropeiskt folk vars ursprungsort traditionellt förläggs till det historiska Armenien, som till stor del utgörs av dagens östra Turkiet. Ett stort antal finns kvar i landet Armenien, men den större delen av armenierna är spridda över världen och brukar benämnas som den armeniska diasporan. En av anledningarna till spridningen var det armeniska folkmordet. Armenier har genom historien varit ett handelsfolk närvarande längst Sidenvägen från Ryssland och mindre Asien genom Persien bort till Centralasien och Kina. Armenier har även funnits närvarande i Afrika.

### Armenier i Sverige på 1500-talet
Redan 1568 kom en armenisk resenär och författare, Pirzade Ghapanetsi (Ghapanetsian), till Sverige vilket är det första omnämnandet i svensk litteratur.
I en källa från 1571 omnämns att armenier bosatta i Polen exporterade varor från Tabriz till Konstantinopel (Istanbul), Moldavien, Polen, Danmark och Sverige.
Den 27 september 1687 skrev armeniska handelshus i Narva under ett kontrakt med svenska kungahuset för att exportera varor från nya Julfa i Persien (Iran) till Sverige. Bland de armeniska handelsmän som skulle närvara i Sverige finns namn som: David Hovhannisian, Avetik Martirosian, Barsegh Makarian och Aghajan Avedikian.

### Armenier i Sverige på 1700- och 1800-talen
Ett flertal armenier kom med Karl XII under 1700-talet, efter dennes vistelse i Osmanska riket. Dessa brukar benämnas "fordringsägarna" och bestod av armenier, greker och judar.[källa behövs] Av de armenier som kom med Karl XII finns det fortfarande ättlingar i Sverige.[källa behövs]
Ignatius Mouradgea arbetade som tolk och förhandlare på den svenska legationen i Konstantinopel och steg sedan i graderna och fick den högsta tjänsten som ambassadör (kallat minister). Han blev även adlad av Gustav III och fick namnet d´Ohsson.
Under 1800-talet anlände Ohan Demirgian från Egypten och blev Karl XV:s hovstallmästare på Ulriksdals slott. 

### Invandring på 1950-talet
Den moderna invandringen av armenier startade på 1950-talet. Under första hälften av 1900-talet bestod invandringen av armenier bara av enskilda individer och familjer. Under 1950-talet anlände ett par armeniska familjer från Istanbul till Stockholm. Dessa var yrkeskvalificerade människor som till exempel läkare och ingenjörer.

### Invandring på 1960- och 1970-talet
En större invandring av armenier började i samband med inbördeskriget i Libanon och Iranska revolutionen.

### Armenien blir självständigt 1991
Efter att Armenien blev självständigt 1991 har även detta bidragit till en migration. Det har även förekommit armenier som sökt asyl i Sverige. Många har åberopat att de kommer från Azerbajdzjan och på grund av konflikten kring den armeniskbefolkade enklaven Nagorno-Karabach blivit förföljda för sitt armeniska påbrå.

## Historisk utveckling

### Födda i Armenien
| Personer i Sverige födda i Armenien 2000–2024   | Personer i Sverige födda i Armenien 2000–2024 | Personer i Sverige födda i Armenien 2000–2024 | Personer i Sverige födda i Armenien 2000–2024 | Personer i Sverige födda i Armenien 2000–2024 |
| ----------------------------------------------- | --------------------------------------------- | --------------------------------------------- | --------------------------------------------- | --------------------------------------------- |
|                                                 |                                               |                                               |                                               |                                               |
| År                                              |                                               |                                               | Folkmängd                                     |                                               |
| 2000                                            | 2000                                          |                                               | 341                                           |                                               |
| 2001                                            | 2001                                          |                                               | 415                                           |                                               |
| 2002                                            | 2002                                          |                                               | 504                                           |                                               |
| 2003                                            | 2003                                          |                                               | 586                                           |                                               |
| 2004                                            | 2004                                          |                                               | 674                                           |                                               |
| 2005                                            | 2005                                          |                                               | 796                                           |                                               |
| 2006                                            | 2006                                          |                                               | 1 062                                         |                                               |
| 2007                                            | 2007                                          |                                               | 1 209                                         |                                               |
| 2008                                            | 2008                                          |                                               | 1 337                                         |                                               |
| 2009                                            | 2009                                          |                                               | 1 508                                         |                                               |
| 2010                                            | 2010                                          |                                               | 1 672                                         |                                               |
| 2011                                            | 2011                                          |                                               | 1 882                                         |                                               |
| 2012                                            | 2012                                          |                                               | 2 107                                         |                                               |
| 2013                                            | 2013                                          |                                               | 2 294                                         |                                               |
| 2014                                            | 2014                                          |                                               | 2 465                                         |                                               |
| 2015                                            | 2015                                          |                                               | 2 674                                         |                                               |
| 2016                                            | 2016                                          |                                               | 2 820                                         |                                               |
| 2017                                            | 2017                                          |                                               | 2 996                                         |                                               |
| 2018                                            | 2018                                          |                                               | 3 154                                         |                                               |
| 2019                                            | 2019                                          |                                               | 3 282                                         |                                               |
| 2020                                            | 2020                                          |                                               | 3 367                                         |                                               |
| 2021                                            | 2021                                          |                                               | 3 521                                         |                                               |
| 2022                                            | 2022                                          |                                               | 3 606                                         |                                               |
| 2023                                            | 2023                                          |                                               | 3 648                                         |                                               |
| 2024                                            | 2024                                          |                                               | 3 750                                         |                                               |
| Anm.: Befolkning den 31 december respektive år. |                                               |                                               |                                               |                                               |

## Svensk litteratur
- Armenier: sex essäer om diaspora, Ulf Björklund (2011)
- Armeniskt flyktingliv, Alma Johansson (Kvinnliga Missions Arbetare, Stockholm, 1931)
- Armeniska flyktingar av idag, Natanael Beskow (1936)